# اوچ‌کاردش (هوپا)
اوچ‌کاردش (به لاتین: Üçkardeş) یک منطقهٔ مسکونی در ترکیه است که در هوپا واقع شده‌است. اوچ‌کاردش ۱۶۷ نفر جمعیت دارد.